# Eparchie žytomyrská
Eparchie Žytomyr je eparchie ukrajinské pravoslavné církve Moskevského patriarchátu.

## Území a titul biskupa
Zahrnuje správní hranice území Andrušivského, Baranivského, Berdyčivského, Žytomyrského, Korostyšivského, Ljubarského, Zvjahelského, Popileňského, Pulynského, Romanivského, Ružynského, Čerňachivského a Čudnivského rajónu Žytomyrské oblasti.
Eparchiálnímu biskupovi náleží titul biskup žytomyrský a novohrad-volynský.

## Historie
Roku 1795 byl zřízen žytomyrský vikariát minské eparchie.
Eparchie byla zřízena roku 1940 oddělením od volyňské eparchie.

## Seznam biskupů

### Žytomyrský vikariát minské eparchie
- 1795–1799 Varlaam (Šyšackyj)

### Eparchie žytomyrská
- 1940–1941 Damaskin (Maljuta)
- 1941–1941 Vasilij (Ratmirov) eparchii nepřevzal
  - 1941–1941 Leontij (Fylypovyč) dočasný správce
- 1944–1946 Antonij (Krotevyč)
- 1947–1949 Alexandr (Vinogradov)
- 1949–1950 Sergij (Larin)
- 1950–1951 Nifont (Sapožkov)
- 1951–1956 Volodymyr (Kobec)
- 1956–1958 Venedikt (Poljakov)
- 1958–1967 Jevmenij (Chorolskyj)
- 1968–1977 Palladij (Kaminskyj)
- 1977–1989 Ioan (Bodnarčuk)
- 1989–1994 Jov (Tyvonjuk)
- 1994–2011 Gurij (Kuzmenko)
  - 2011–2011 Vissarion (Stretovyč) dočasný správce
- od 2011 Nykodym (Horenko)